# Maurice Blieck

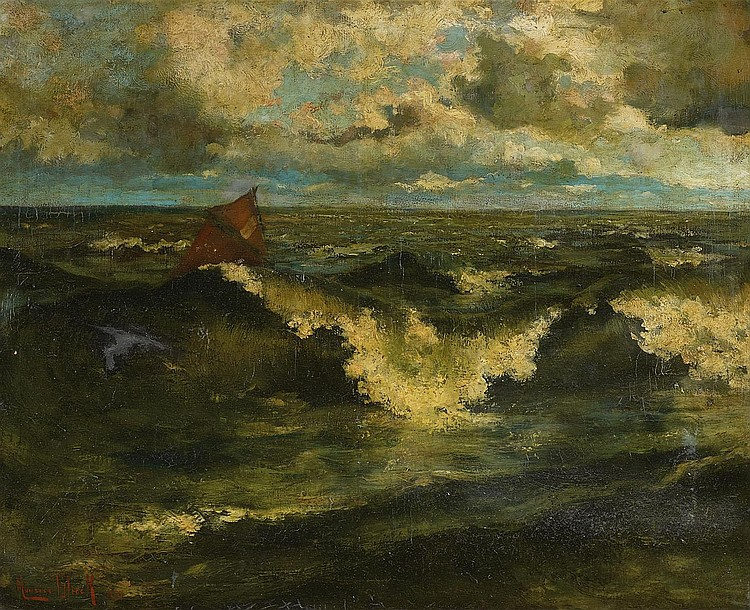
Stürmische See

Aurélien Maurice Marcel Blieck (* 13. September 1876 in Laeken; † 5. Februar 1922 in  Brüssel) war ein belgischer Marine-, Hafen-, Landschafts- und Genrenmaler.

## Leben
Blieck studierte an der Académie royale des Beaux-Arts de Bruxelles. Er wurde auch vom Cousin Paul Blieck (1867–1901) beeinflusst. Seìn temperamentvolles Schaffen wurde dem Impressionismus und dem belgischen Luminismus zugerechnet.
Er debütierte 1895 auf der Ausstellung in Gent. Er wurde mit Jef Lambeaux, Alfred Bastien, Jean Laudy und Maurice Wagemans Gründungsmitglied des Brüsseler Künstlerverbandes „Le Sillon“ und nahm ab 1896 an den Ausstellungen der Gruppe teil. 1896 unternahm er eine Studienreise nach Paris und England. Er ließ sich in Rouge-Cloître bei Brüssel nieder.
Während des Ersten Weltkriegs blieb er in Paris und in London. Während seines Aufenthalts in London entwickelte er seine eigene Farbpalette mit zarten Lichteffekten.
Er malte Landschaften meist in der Nähe des Rouge-Cloitre außerhalb von Brüssel und in der Nähe von Genk im Limburger Kempen.